# Iolaus vexillarius
Iolaus vexillarius är en fjärilsart som beskrevs av Clench 1964. Iolaus vexillarius ingår i släktet Iolaus och familjen juvelvingar. Inga underarter finns listade i Catalogue of Life.